# Вили Бец
Вили Бетц (на немски: Willi Betz GmbH & Co. KG) е сред най-големите компании за транспорт и логистика в Европа.

## История
Основана е през 1945 г. от 17-годишния тогава Вили Бец (5 декември 1927 – 12 декември 2015) в град Ройтлинген. Фирмата започва да функционира с няколко бивши военни камиона. Седалището на фирмата е в Ройтлинген, Баден-Вюртемберг, Германия.
През 1951 г. Вили Бец прави първата си международна спедиция. От 1953 г. Томас – синът на Вили, става главен изпълнителен директор на фирмата.
Благодарение на близките си контакти с държавната транспортна компания СО МАТ в България през 60-те години, компанията успява да разшири дейността си на международно ниво. На 22 юли 1994 г. Internationale Spedition Willi Betz GmbH & Co. KG придобива чрез приватизация бившия български правозвач СО МАТ, държавна компания със седалище в София.
Вследствие на това дружеството разкрива няколко дъщерни дружества в Източна Европа, в които много шофьори от България и Румъния са наети от компанията, която оперира с около 8000 служители по целия свят, включително около 3000 души в Германия, и 4500 камион-влекача.
Компанията има офиси в 25 страни, а през 2008 г. реализира оборот от над 1 млрд. евро. На 17 февруари 2009 г. говорител на Управителния съвет обявява, че 30 членният мениджърски екип, включително и Томас Бец, Андреас Бюнц и настоящ изпълнителен директор Улрих Бьорстейн ще се премести в Швейцария.

## Предмет на дейност
Доставка / транспорт (приблизително 50% дял от приходите): В 56 обекта с 5600 служители, 2500 камиона и 4000 ремаркета. Други възможности включват национални превози и превози до Западна Европа, Източна Европа (лидер на пазара), както и специален транспорт, комбиниран транспорт и JIT / JIS транспорт. Това подразделение има оборот от 487 млн. евро (+ 8,2%) през 2007 г.